# Gmelin-bülbül
A Gmelin-bülbül (Bernieria madagascariensis) a madarak osztályának verébalakúak (Passeriformes) rendjébe és a madagaszkári poszátafélék (Bernieridae) családja tartozó Bernieria nem egyetlen faja.

## Rendszerezése
A fajt Johann Friedrich Gmelin német természettudós írta le 1789-ben, a Muscicapa nembe Muscicapa madagascariensis néven. Sorolták a Phyllastrephus nembe Phyllastrephus madagascariensis néven is.

## Alfajai
- Bernieria madagascariensis inceleber (Bangs & J. L. Peters, 1926) – észak- és nyugat-Madagaszkár;
- Bernieria madagascariensis madagascariensis (J. F. Gmelin, 1789) – kelet-Madagaszkár.

## Előfordulása
Madagaszkár területén honos. Természetes élőhelyei a szubtrópusi, trópusi síkvidéki esőerdők és száraz erdők. Állandó, nem vonuló faj.

## Megjelenése
Testhossza 20 centiméter, testtömege 22-39 gramm.

## Természetvédelmi helyzete
Az elterjedési területe nagyon nagy, egyedszáma viszont csökken, de még nem éri el a kritikus szintet. A Természetvédelmi Világszövetség Vörös listáján nem fenyegetett fajként szerepel.